# Dálnice 55 (Izrael)
Dálnice 55, přesněji spíš Silnice 55 (hebrejsky: 55 כביש, Kviš 55) je silniční spojení (nikoliv dálničního typu, tedy bez vícečetných jízdních pruhů a s úrovňovými křižovatkami), spojující centrální Izrael (aglomerace Tel Avivu) a Západní břeh Jordánu (aglomerace města Nábulus).
Začíná na východním okraji města Kfar Saba v aglomeraci Tel Avivu. Vede potom k východu krátkým úsekem skrz rovinatou a hustě zalidněnou pobřežní nížinu, kde míjí vesnici Neve Jamin. Pak přejíždí nad severojižní dálnicí číslo 6 a jižně od města Kalkílija vstupuje na území okupovaného Západního břehu Jordánu. Zde dálnice slouží potřebám arabských Palestinců ale i židovských obyvatel izraelských osad. Zpočátku prochází silnice územím, které je od arabských oblastí Západního břehu fyzicky odděleno pomocí bezpečnostní bariéry a kde se nachází lidnaté izraelské osady jako Alfej Menaše. Dál k východu vstupuje na kontrolním stanovišti izraelské armády na území zčásti pod kontrolou Palestinské autonomie. Pomocí systému obchvatů a nadjezdů se ale vyhýbá větším palestinským sídlům. To je případ města Azzun, které silnice míjí na severním okraji. Spojuje pak izraelské osady Ma'ale Šomron a Karnej Šomron a pomocí napojení na 18. kilometru zajišťuje i dopravní obsluhu izolovanějších izraelských osad jako Imanuel, Jakir nebo Nofim. Dálnice pak stoupá ke Kedumim do nadmořské výšky cca 400 metrů, kde poblíž vesnice Džit ústí na západním okraji aglomerace velkoměsta Nábulus do dálnice číslo 60.
Dálnice číslo 55 původně na západě vedla o cca 6 kilometrů dál, neboť procházela podél ulice Rechov Weizmann skrz celou Kfar Sabu a končila až na křižovatce Ra'anana u stejnojmenného města. I na východním konci bývala delší a to o cca 8 kilometrů a vedla přímo do města Nábulus. Poté, co ale vyrostl nový úsek dálnice číslo 60, který obchází Nábulus západním směrem a minimalizuje nutný kontakt mezi izraelským provozem a palestinskými sídly, byla ukončena zde. I další změny v trasování silnice souvisí s politickým vývojem na Západním břehu a se snahou Izraele po první intifádě a znovu po druhé intifádě vytvářet separátní dopravní síť pro potřeby Izraelců. Takto byl například původní průtah skrz palestinské město Kalkílija nahrazen jižním obchvatem, který obsluhuje židovské osady v okolí Alfej Menaše. Stejný případ je severní obchvat palestinského Azzunu. Silnice slouží cca 100 000 izraelských osadníků a 20 000 Palestinců.
Trasa silnice může doznat dalších změn poté, co byla soudně napadnuta trasování bezpečnostní bariéry v úseku okolo Alfej Menaše, kdy Nejvyšší soud Státu Izrael v roce 2005 rozhodl, že 13 kilometrů dlouhý úsek již dobudované bariéry v této oblasti musí být veden jinak, tak aby se zmenšil dopad na okolní arabské vesnice. V roce 2007 soud schválil novou trasu bariéry. Implementace tohoto rozhodnutí soudu by znamenala, že silnice bude muset být přesunuta jižně od Alfej Menaše tak, aby neomezovala palestinskou územní soudržnost a volnost pohybu v zázemí Kalkílije.